# Johann-Jakob Heuscher
Johann-Jakob Heuscher (* 7. April 1843 in Herisau; † 20. November 1901 in St. Gallen; heimatberechtigt in Schwellbrunn) war ein Schweizer Maler, Zeichner und Vertreter der Senntumsmalerei aus dem Kanton Appenzell Ausserrhoden.

## Leben
Johann-Jakob Heuscher war ein Sohn von Hans Jakob und Anna Barbara Sturzenegger. Er heiratete Barbara Keller.
Heuscher absolvierte eine Ausbildung als Stickereizeichner. Ab 1864 war er als wandernder Senntumsmaler im Appenzellerland tätig. Er malte im Auftrag der Besitzer ihre Höfe. Diese gab er in über 100 Blättern detailgetreu und originell wieder. In den Darstellungen von Alpfahrten lehnte er sich an Johannes Müller und für die Tiere an Bartholomäus Lämmler an. Er entwickelte eine eigene Technik mit dünner Ölfarbe und blauem Farbstift. Sein Werk befindet sich im Museum der Kulturen in Basel, in den Heimatmuseen in Appenzell, Urnäsch und Stein, ferner im Historischen Museum St. Gallen.